# Servicio de inteligencia de la República Democrática de Afganistán
El servicio de inteligencia de la República Democrática de Afganistán (1978-1992), que llevó diferentes nombres (AGSA: 1978-79, KAM: 1979, JAD: 1980-86 y VAD: 1986-92), existía oficialmente para "la protección de las libertades democráticas, la independencia y soberanía nacional y los intereses de la Revolución, el pueblo y el Estado, y para neutralizar las conspiraciones urdidas por los enemigos de Afganistán".
En la práctica, esto significaba detectar y reprimir las actividades de contrarrevolucionarios y de bandas terroristas, así como erradicar el cultivo de opio y el tráfico de drogas, tareas durante las cuales incurrió en violaciones a los derechos humanos. Participó de las diversas purgas llevadas a cabo dentro del Partido. A esta labor se unió un programa sistemático de eliminación de toda oposición, hasta el punto que el historiador Mohammed Hassan Kakar lo calificó de «agencia de supresión».

## Departamento para Salvaguardar los Intereses de Afganistán (AGSA)
Tras el triunfo de la Revolución comunista afgana, el organismo de seguridad estatal del régimen derrocado fue disuelto.
En mayo comenzó a organizarse la futura central de inteligencia bajo la dirección del famoso aviador Mayor Asadulá Sarvari y con la ayuda del Comité para la Seguridad del Estado (KGB), agencia de inteligencia de la Unión de Repúblicas Socialistas Soviéticas, que envió al General Leonid Bogdanov, quien ya tenía experiencia en Indonesia e Irán.
Al comienzo, los oficiales de inteligencia consistían en una docena de hombres de confianza de Sarvari. La ayuda de la KGB fue esencial en cuanto a tareas organizativas y administrativas, pero los afganos no estuvieron en ningún momento bajo las órdenes de los oficiales soviéticos, y actuaron con independencia. El nuevo organismo fue establecido por ley el 15 de septiembre de 1978 con el nombre de Departamento para Salvaguardar los Intereses de Afganistán (conocido como AGSA, por las iniciales de su nombre transliterado del pastún: Da Afghanistan da Gato da Satalo Adara). El presupuesto de inteligencia se incrementó en un 1000%, hasta los 30.000 millones de afganis, aportados directamente por la Unión Soviética, donde se imprimía el dinero afgano.
Según cuenta Bogdanov, el principal escollo para las operaciones del AGSA era el Inter-Services Intelligence (ISI, agencia de inteligencia de Pakistán), que tenían una gran red de espionaje en Kabul con el objetivo de apoyar las actividades terroristas. Para contrarrestar esa influencia, el AGSA reprimió con dureza a todo sospechoso de anticomunismo (durante su existencia, se ha señalado que el AGSA fue responsable de torturas y ejecuciones de islamistas o presuntos simpatizantes de los mismos).
Mientras tanto, Sarvari promovió la destitución de varios ministros acusados de planear un golpe de Estado contra el presidente Nur Mohammad Taraki, pero no pudo evitar que en septiembre de 1979 tuviera lugar un golpe liderado por el primer ministro Hafizullah Amín. El AGSA había advertido al presidente de los planes para derrocarlo, pero la confianza de Taraki en Amín le impidió actuar antes de que se concretara el golpe. Al día siguiente, Sarvari y otros altos oficiales intentaron desbaratarlo, pero ya era tarde y se exiliaron, mientras Amín abolía el AGSA.

## Servicio de Inteligencia de los Trabajadores (KAM)
Amín reemplazó a funcionarios del anterior gobierno con parientes suyos o miembros de su tribu. Las tareas de inteligencia fueron dadas a una banda liderada por su sobrino Asadulá Amín y el nuevo órgano llamado Servicio de Inteligencia de los Trabajadores (conocido como KAM, por las iniciales de su nombre transliterado del pastún: Kargarano Amniyyati Mu'assassa). Como jefe del KAM del Ejército fue nombrado el Capitán Abdul Vudud, responsable del asesinato secreto de Taraki.
El KAM fue responsable de la tortura y/o muerte de miles de personas en un período de tiempo muy corto (septiembre-diciembre de 1979). La gran mayoría de sus víctimas eran miembros del propio partido comunista.
Éstas y muchas otras acciones de desestabilización emprendidas por Amín, así como la sospecha por parte de la KGB de que el primer ministro era un agente de la CIA de Estados Unidos, provocaron el derrocamiento de Amín en diciembre de 1979.

## Agencia de Información del Gobierno/Ministerio para la Seguridad del Estado (JAD/VAD)
El nuevo gobierno, presidido por Babrak Karmal abolió el KAM y lo reemplazó por la Agencia de Información del Gobierno (conocido como JAD, por las iniciales de su nombre transliterado del pastún: Jadamat-e Etela'at-e Dawlati; original: خدمات اطلاعات دولتی), bajo la dirección de Mohammad Najibulá.
En febrero de 1980 el presidente Karmal instauró la ley marcial tras el levantamiento de los chiítas de Kabul. La semana del 27 de abril de 1980, una huelga universitaria se saldó con 60 estudiantes muertos y cientos detenidos y torturados por el JAD, según informe de Amnistía Internacional. En 1982 había sólo en la cárcel de Kabul 15.000 presos políticos.
El 29 de enero de 1981 sus cuarteles generales en Kabul fueron atacados y destruidos por los terroristas muyahidines.
Desde 1982, la JAD estaba organizada en una serie de directorios: de Administración y Finanzas; de Personal; de Interrogatorios; de Inteligencia para Misiones Diplomáticas Afganas en el Extranjero; de Correos; de Actividades Operativas para el Control Interno del Personal; de Economía y Anticorrupción; de Contra-rebelión; de Vigilancia de Sospechosos Extranjeros y Nacionales; de Prensa e Instituciones Educativas; de Protección del Gobierno y sus Representantes; de Propaganda y Contra-propaganda; de Telecomunicaciones y Decodificación; de Actividades Vinculadas a la Infiltración de Muyahidines; de Logística; de Agentes e Informantes; de Análisis y Reportes. Además, existían la Policía JAD/VAD y la Milicia JAD/VAD, éstas actuaban dentro de los Ministerios del Interior y Defensa, respectivamente.
A nivel provincial, cada sección de la JAD/VAD estaba encabezada por un oficial con dos o tres adjuntos, responsables de: zonas urbanas, áreas rurales y contra-rebelión. Las estructuras provinciales comprendían los mismos directorios que la organización orgánica nacional.
JAD/VAD tenía a su disposición a varias unidades militares: el Directorio de Contra-rebelión tenía tres batallones de soldados, oficiales de JAD/VAD participaban de operaciones en el frente y, desde 1988, el Ministerio para la Seguridad del Estado tenía a su cargo a la Guardia Nacional (aunque ésta no participaba de operaciones de inteligencia). Asimismo, operaciones dirigidas por JAD/VAD contaban con el apoyo de las milicias tribales leales al gobierno.
En enero de 1986 la Agencia fue elevada a Ministerio siendo renombrada como Ministerio para la Seguridad del Estado (conocido como VAD, por las iniciales de su nombre transliterado del pastún: Vizarat-i Amaniyyat-i Dawlati). Najibulá pasó a ser Secretario General del Comité Central del Partido, así que en mayo fue nombrado como nuevo jefe de inteligencia Ghulam Faruq Yaqubi.
En 1986 la ONU publicó un informe titulado La Question de la violation des droits de l'homme en Afghanistan, obra del enviado especial Felix Ermacora. En él denunciaba que la JAD practicaba detenciones ilegales, torturas tanto físicas como psicológicas y ejecuciones a gran escala de islamistas, presuntos simpatizantes de los mismos u opositores, ya fuera de forma extrajudicial o tras juicios de los Tribunales Revolucionarios Especiales. El informe estima que un total de 100.000 presos políticos pasaron por sus cárceles y que, en su momento de máximo esplendor, la JAD empleaba a 25-30.000 agentes y otros 30.000 informantes y colaboradores, controlados por 1.500 oficiales del KGB, que participaban en los interrogatorios y torturas. Su centro de detención más notorio fue la histórica prisión de Pul-i-Charkhi. Se estima que 16.500 de sus internos fueron ejecutados.
Algunos autores, como el periodista argentino Rodolfo Nadra o el soviético Alexander Projánov (ambos corresponsales de guerra en los años 80), consideran que el carácter extremadamente violento se explica como una respuesta a la extrema violencia de los yihadistas sublevados: durante la insurrección contra el gobierno de Afganistán, además de contar con apoyo de armamento y milicianos extranjeros, los muyahidines cometieron brutales torturas, mutilaciones, ejecuciones en masa y hasta exterminio de localidades enteras. La respuesta de los servicios de inteligencia de la República sería, entonces, un intento por evitar la expansión de los yihadistas.
Desde 1986, el gobierno de Najibulá impulsó una política de Reconciliación Nacional, lo que significó para el Ministerio para la Seguridad del Estado el ver reducido considerablemente su impacto e importancia. Personas que no eran miembros del PDPA tuvieron puestos claves dentro de este ministerio y la realización de detenciones pasó a ser completa responsabilidad de la policía local o la Procuraduría General.

## Fin de la República
Derrocada la República por los muyahidines, los agentes del VAD fueron asesinados (como Yaqubi) o bien lograron partir al exilio. Algunos de ellos se refugiaron en los Países Bajos, donde dos antiguos altos oficiales de la agencia fueron condenados por «violaciones a los derechos humanos». Sarvari estuvo preso en Afganistán sin juicio entre 1992 y 2005, cuando se le inició uno que lo condenó a muerte. Las protestas de Amnistía Internacional por la farsa judicial a la que fue sometido hicieron que se le conmute la pena a diecinueve años de prisión.
El gobierno del Estado Islámico de Afganistán (1992-2001) tenía una agencia que también llevaba el nombre del VAD.

## Directores de la inteligencia
- Asadulá Sarvari (abril de 1978 - septiembre de 1979).
- Hafizullah Amín (septiembre de 1979 - diciembre de 1979).
- Mohammad Najibulá (enero de 1980 - mayo de 1986).
- Ghulam Faruq Yaqubi (mayo de 1986 - abril de 1992).